# Bom Sucesso (kommun i Brasilien, Paraná)
Bom Sucesso är en kommun i Brasilien.   Den ligger i delstaten Paraná, i den södra delen av landet, 1 000 km söder om huvudstaden Brasília. Antalet invånare är 6 568.
Omgivningarna runt Bom Sucesso är en mosaik av jordbruksmark och naturlig växtlighet. Runt Bom Sucesso är det glesbefolkat, med 20 invånare per kvadratkilometer.